# دي براون (كاتب)
دي براون (بالإنجليزية: Dee Brown)‏ (28 فبراير 1908، لويزيانا في الولايات المتحدة - 12 ديسمبر 2002، ليتل روك في الولايات المتحدة)؛ كاتب، مؤرخ، أمين مكتبة وروائي أمريكي.

## روابط خارجية
- دي براون على موقع IMDb (الإنجليزية)
- دي براون على موقع ميوزك برينز (الإنجليزية)
- دي براون على موقع قاعدة بيانات الفيلم (الإنجليزية)